# 管吻海龍
管吻海龍（学名：Hypselognathus rostratus），为輻鰭魚綱棘背魚目海龍魚科管吻海龍屬的其中一種，分布於南澳大利亞海域，體長可達30.5公分，棲息在大陸棚，卵胎生。